# ليال سميث
ليال سميث (بالإنجليزية: Lyall Smith)‏ هو كاتب حول الرياضة أمريكي، ولد في 22 نوفمبر 1914 في بيوريا في الولايات المتحدة، وتوفي في 8 أكتوبر 1991 في ديترويت في الولايات المتحدة.